# Demosthenes

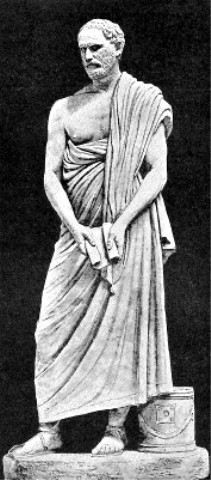
Demosthenes

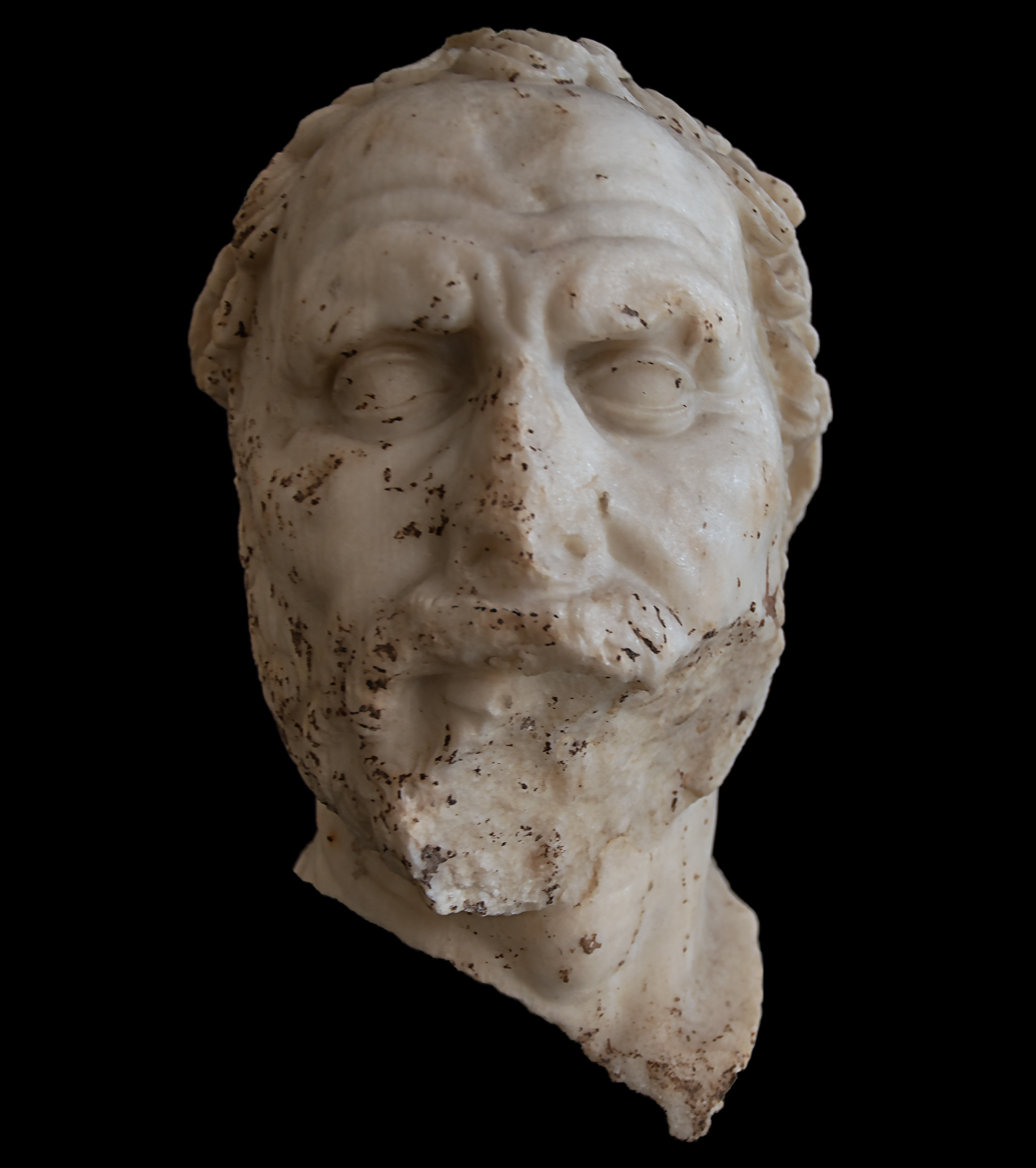
Porträt des Demosthenes, eine römische Kopie aus der ersten Hälfte des 1. Jahrhunderts n. Chr. nach einem bronzenen Original

Demosthenes (griechisch Δημοσθένης Dēmosthénēs, lateinisch und deutsch Demósthenes; * 384 v. Chr.; † 322 v. Chr. in Kalaureia) war einer der bedeutendsten griechischen Redner (Rhetoren). Nach dem Philokratesfrieden des Jahres 346 v. Chr. stieg er zum führenden Staatsmann Athens auf. Diese Position konnte er bis zur Harpalosaffäre 324 v. Chr. behaupten.

## Leben

### Kindheit, Jugend und Ausbildungsjahre (384–354)
Mit sieben Jahren verlor Demosthenes seinen Vater, einen wohlhabenden Schwert- und Möbelfabrikanten gleichen Namens, der ihm einige Ergasterien mit 30 Sklaven hinterließ. Bis zu seiner Mündigkeit stand er unter Vormundschaft von drei durch den Vater testamentarisch bestimmten Verwandten, Aphobos, Demophon und Therippides, die in den Augen des Demosthenes das Vermögen schlecht verwalteten und große Teile verwirtschafteten. So war es seine Mutter Kleobule allein, die ihn mit Sorgfalt aufzog und für seine gründliche Ausbildung sorgte.
Das Erlebte mag ihn mit veranlasst haben, die Redekunst zu erlernen. Als seine Lehrer werden unterschiedliche Persönlichkeiten überliefert. Laut Cicero, Quintilian und Hermippos ging er bei Platon in die Lehre. Lukian zählt Aristoteles, Theophrast und Xenokrates zu seinen Lehrern. Allgemein sieht man nach Plutarch in Isaios, einem wohl auf Erbrecht spezialisierten Redner, den Lehrer des jungen Demosthenes.

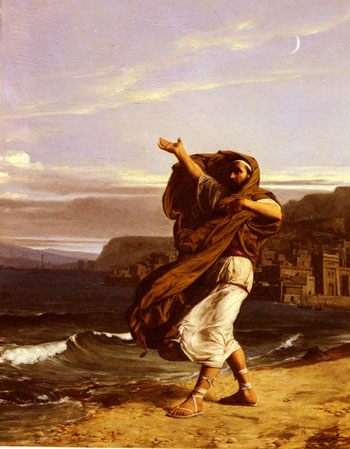
Demosthenes übt seine Redekunst, Gemälde von Jean Lecomte du Nouÿ (1842–1923)

Demosthenes auf einer Sammelmarke für Langenscheidts Bibliothek der Klassiker

Seine schwächliche Stimme und Konstitution, die ihn zum Redner nicht prädestinierten und ihm den Spitznamen Βάταλος („Weichling, Schwächling“) einbrachten, überwand er durch ausdauerndes Training (etwa durch das Lesen langer Texte mit Kieselsteinen im Mund) zumindest für vorbereitete Reden, in unvorbereiteten Reden behielt er seine rednerische Schwäche hingegen.
Im Alter von zwanzig Jahren klagte er die Verwalter seines Erbes der Veruntreuung an und erreichte die Verurteilung des einen Vormunds. In den beiden anderen Fällen kam es wohl zu einem Vergleich. Insgesamt konnte er nur einen Teil des verlorenen Erbes zurückgewinnen. Erhalten ist seine Rede Gegen Aphobos, die zahlreiche Details zu Wertschöpfung und Produktion attischer Ergasterien sowie zur Vermögensverwaltung des 4. Jahrhunderts v. Chr. liefert.
Die gewonnene Bekanntheit und die erworbenen Kenntnisse nutzte er in der Folge, um sich jungen Männern in ähnlicher Lage als Logograph anzubieten.

### Politische Betätigung bis zum Tod des Königs Philipp von Makedonien (354–336)
Im Jahre 354 betätigte sich der 30-jährige Demosthenes erstmals als Redner in einer Angelegenheit, die den Staat betraf – in der Rede über die Symmorien. Bereits zuvor, in seiner Rede Gegen Androtion und in weiteren nachfolgenden politischen Prozessen, trat er als Gefolgsmann des Eubulos auf. Später wechselte er die Seite und forderte angesichts der wachsenden Macht Philipps II. von Makedonien 348 v. Chr. in seiner 3. Olynthische Rede, überschüssige Gelder nicht mehr über die Kasse für Schauspielgelder den Bürgern zukommen zu lassen, sondern für militärische Zwecke zu verwenden. 346 v. Chr. gehörte er mit Philokrates und Aischines der zehnköpfigen Athener Delegation an, die in Pella mit Philipp einen Friedensvertrag abschloss. Auch Demosthenes trat in seiner Friedensrede für diesen Vertrag ein, klagte aber später mit seinen Gefolgsleuten – darunter Hypereides – ihre Mitgesandten, allen voran Aischines, an.
Zum führenden Staatsmann Athens aufgestiegen, schmiedete Demosthenes ein Bündnis gegen Philipp. Dieses Bündnis unterlag Philipp 338 v. Chr. in der Schlacht von Chaironeia. Trotzdem konnte Demosthenes seine Stellung behaupten.

### Politisches Wirken unter der Herrschaft Alexanders des Großen (336–322)
330 v. Chr. gewann er als Verteidiger des Ktesiphon, der 336 v. Chr. die Bekränzung Demosthenes’ zu den Dionysien im Theater beantragt hatte und gegen den Aischines deshalb eine Graphe paranomon (γραφὴ παρανόμων „Klage  gegen gesetzwidrige Gesetze oder Beschlüsse“) anstrengte, einen spektakulären Prozess gegen Aischines als Ankläger. Die in diesem Prozess gehaltenen Reden Gegen Ktesiphon von Aischines und Für Ktesiphon von Demosthenes (18. Rede, auch Kranzrede genannt) galten in der Antike als Meisterwerke der Rhetorik.
324 v. Chr. flüchtete der Schatzmeister Alexanders des Großen, Harpalos, nach Athen. Nach seiner Verhaftung ergab eine Überprüfung, dass ein Teil der von ihm mitgebrachten Gelder fehlte. Der mit der Untersuchung von Demosthenes selbst beauftragte Areiopag verkündete als Ergebnis, Demosthenes hätte 20 Talente für die Fluchthilfe erhalten. Dies nutzte Hypereides, um Demosthenes zu stürzen, der daraufhin zu 50 Talenten verurteilt wurde und wegen Zahlungsunfähigkeit ins Gefängnis kam, aus dem er flüchtete.

### Lebensende (322)
Nach dem Tod Alexanders (323 v. Chr.), der seit 336 v. Chr. seine Auslieferung gefordert hatte, kehrte Demosthenes aus dem Exil zurück und unterstützte erneut die antimakedonische Partei. Als Athen gegen den makedonischen Statthalter Antipatros im Lamischen Krieg 322 v. Chr. unterlag, nahm sich der durch seine Reden gegen die Monarchie bekannte Demosthenes nach kurzer Flucht das Leben, um einer unmittelbar drohenden Verhaftung zu entgehen.

## Werke

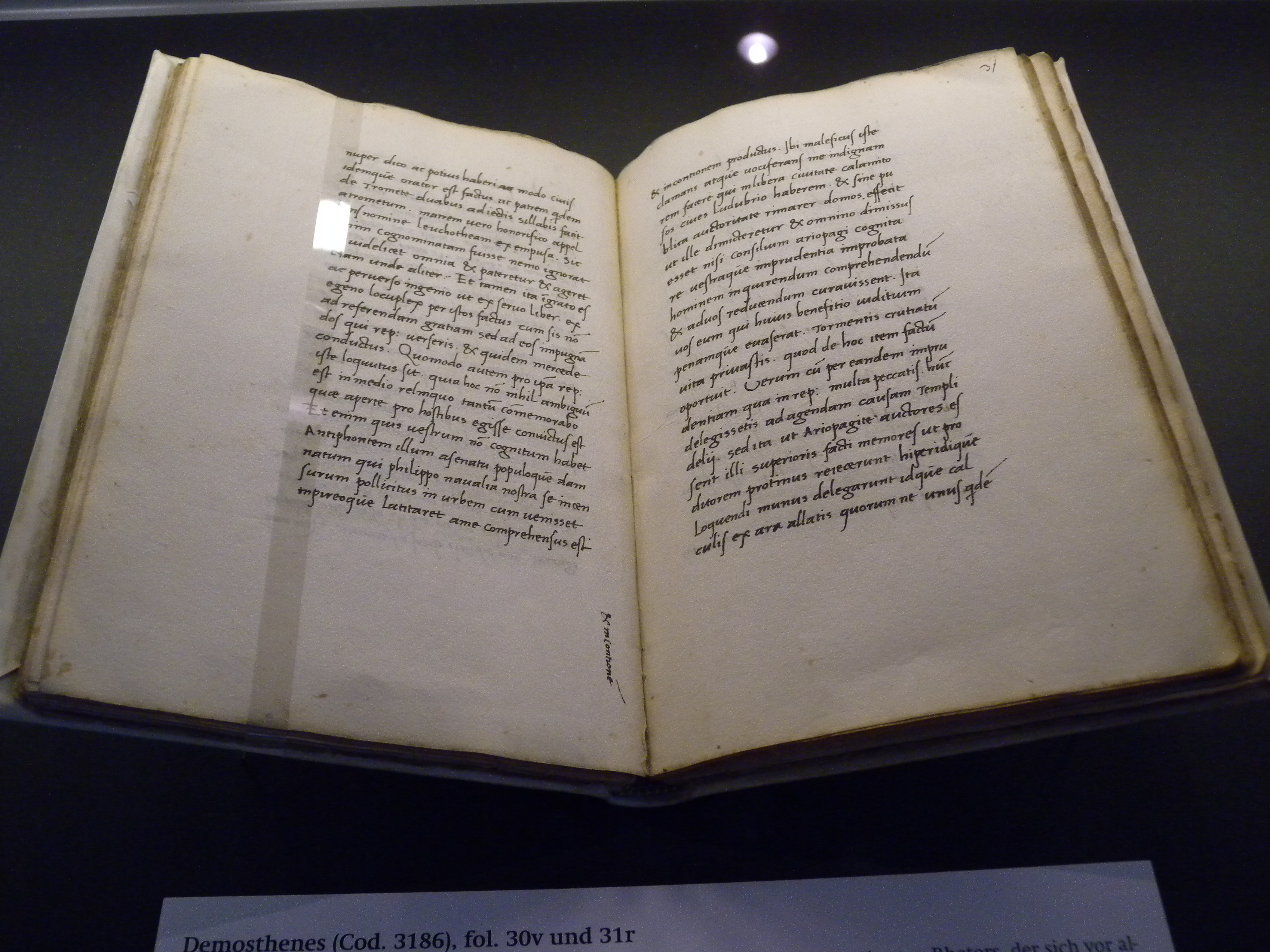
Papierhandschrift mit der lateinischen Fassung der Rede De corona, Ausstellungsstück im Prunksaal der Österreichischen Nationalbibliothek

Unter dem Namen Demosthenes sind 61 Reden, 6  Briefe und 56 Prooimien (hier: Bausteine für Reden) überliefert:

### Reden vor der Volksversammlung (1–17)
In seiner ersten Rede vor der Volksversammlung, Über die Symmorien (14.), schlägt Demosthenes vor, das Gesetz über die Steuergenossenschaften effektiver zu gestalten. Daneben kämpft er (noch ganz im Sinne von Eubulos) gegen eine mit der Warnung vor angeblichen persischen Rüstungen geschürte Kriegshysterie.
Seit der außenpolitischen Wende, für die ungefähr zwei Jahrzehnte vorher Isokrates mit dem Plataikos und der Rede des Archidamos warb, verbanden sich immer wieder Athen und Sparta, während die kleineren peloponnesischen Staaten bei Theben Schutz vor Sparta suchten. Demosthenes versucht in der Rede Über die Megalopoliten (16.) diese Strukturen aufzubrechen. Das ist der erste Schritt zum Bündnis mit Theben, das schließlich vor Chaironeia zustande kam.
In der Rede für die Freiheit der Rhodier (15.) fordert Demosthenes, die vertriebenen rhodischen Demokraten zu unterstützen, und beschwört dazu alte Seebundsphantasien.

#### Die Sammlung der Reden gegen Philipp (1–12)
Die Erste Rede gegen Philipp (4.) entstand vielleicht noch vor der Rede für die Freiheit der Rhodier. Da davon das ganze Demosthenesbild abhängt, ist diese Frage in der Literatur heiß umkämpft.
Die Olynthischen Reden (1.–3.) entstanden 349. Der Streit um die Verwendung der Schauspielgelder ist in ihnen neben dem Aufruf zum Kampf gegen Philipp das Hauptthema.
In der Rede Über den Frieden (5.) verurteilt Demosthenes den 346 geschlossenen Philokratesfrieden, fordert jedoch auf, sich an seine Bestimmungen zu halten, bis man neue Verbündete gefunden hat.
Die Zweite Rede gegen Philipp (6.) ist ein Bericht über eine Gesandtschaftsreise nach Messene und Argos, zwei Staaten, die bei Philipp Schutz vor Theben und Sparta suchten.
343 v. Chr. hatte Athen eine Gruppe von Kolonisten zur Halbinsel Chersones ausgesandt. Dabei gerieten sie in Konflikte mit der dort ansässigen Bevölkerung, in die sich Philipp einmischte. Daraufhin wollten einige den Anführer der Kolonisten, Diopeithes, abberufen, in Athen vor Gericht stellen und so den Frieden mit Philipp wahren. Dagegen wandte sich Demosthenes in der Rede über die Angelegenheiten in der Chersones (8.).
Die Rede Über Halonnesos (7.) stammt von Hegesippos, der als 11. Rede überlieferte Brief Philipps und die Antwort in der 12. Rede stammen aus der Philippika des Anaximenes von Lampsakos.
Die Dritte Rede gegen Philipp (9.) ist die leidenschaftlichste, hasserfüllteste. Die Vierte Rede gegen Philipp (10.) entspricht im Schlussteil weitgehend der Chersones-Rede. Bemerkenswert ist die im Mittelteil diskutierte Möglichkeit, von den Persern im Kampf gegen Philipp unterstützt zu werden.

### Reden aus Prozessen wegen gesetzwidriger Anträge (18–26)
Die Rede Gegen Leptines (20.) hielt Demosthenes 355 v. Chr. für den Sohn des zwei Jahre zuvor gefallenen Chabrias. Chabrias war mit der Atelie, der Freiheit von Abgaben für sich und seine Nachfahren, ausgezeichnet worden. Leptines hatte folgendes Gesetz durchgesetzt: „Es soll niemand die Atelie besitzen, mit Ausnahme der Nachkommen der Tyrannenmörder Harmodios und Aristogeiton, noch soll es fernerhin erlaubt sein dieselbe zu verleihen.“ (160) Er wurde angeklagt, einen gesetzwidrigen Antrag gestellt zu haben. – Demosthenes’ Rede enthält kluge staatsphilosophische Überlegungen: Leptines’ Gesetz beschneidet die Rechte des Volkes, indem es auch für die Zukunft die Verleihung der Atelie verbietet. Mit der Verleihung der Atelie sei man eine Verpflichtung eingegangen. Hier erinnert Demosthenes daran, dass die wiederhergestellte Demokratie die Schulden zurückzahlte, die die Dreißig bei den Spartanern zur Bekämpfung der Demokraten aufnahm (11 ff.).
Die Reden Gegen Androtion (22.) und Gegen Timokrates (24.) wurden von Diodoros, einem einfachen Bürger, gehalten. Demosthenes hatte als Redenschreiber die Aufgabe, ihm Worte in den Mund zu legen, die von den Hintermännern der Klagen ablenkten und sie als Privatrache erscheinen ließen. Der einfache Mann aus dem Volke sollte die Richter wegen angeblicher Übergriffe von Androtion bei der Steuereintreibung erzürnen und so die Verurteilung von Androtion und Timokrates (der sich mit einer Gesetzesvorlage für Androtion eingesetzt hatte) erreichen.
Aristokrates hatte ein Gesetz eingebracht: „So jemand den Charidemos ums Leben bringt, soll er im Bundeslande überall aufgegriffen werden können.“ (16) Der solchermaßen unter Schutz gestellte war ein gerissener Söldnerführer, der die Macht in Thrakien an sich gerissen hatte. – Die Rede Gegen Aristokrates (23.) soll zeigen, dass der Vorschlag von Aristokrates gesetzwidrig und nachteilig für den Staat ist. Zudem sei Charidemos einer solchen Ehre unwürdig. Zum ersten Punkt bringt er eine ausführliche Darstellung der für alle möglichen Fälle eines gewaltsamen Todes gültigen Gesetze und zuständigen Gerichte (19–99, hier gibt er ein ganzes juristisches Handbuch!); zum zweiten eine Kritik der Athener Politik in Nordgriechenland (100–143) und zum dritten eine Geschichte der Treuebrüche und Verrätereien von Charidemos (148–183). Am Schluss findet sich ein zu dem bisherigen, sachlichen Stil der Rede nicht passender Ausfall gegen sich bereichernde Politiker.
Gegen Meidias (21.) ist ein vermutlich aus dem Nachlass veröffentlichter Entwurf einer nie gehaltenen Rede. Der reiche und mächtige Meidias hatte Demosthenes, der 348 v. Chr. Chorege bei den Dionysien war, auf der Bühne des Theaters geschlagen.
Die Reden Über die „Truggesandtschaft“ (19.) und Für Ktesiphon (18., Kranzrede) richten sich gegen Aischines.

### Reden aus Privatprozessen (27–59)

#### Vormundschaftsprozesse (27–31)
Die Rede Gegen Aphobos I (27.) enthält die Vormundschaftsrechnung, mit der Demosthenes den angeblich an ihm begangenen Betrug nachzuweisen versucht. In Gegen Aphobos II (28.) berichtet er von einem Antidosisverfahren, mit dem er um seine Ansprüche gebracht werden sollte.
Aus den beiden Reden Gegen Onetor (30. und 31.) geht hervor, dass Demosthenes zwar den Prozess gegen Aphobos gewann, aber dennoch nicht (oder wenigstens nicht gleich und in vollem Umfang) von diesem Geld bekam. Noch bevor der Prozess gegen Aphobos entschieden wurde, ließ sich Aphobos scheiden, und als Demosthenes nach dem Urteil seinen Besitz pfänden wollte, kam ihm dessen ehemaliger Schwager, der schwerreiche Onetor zuvor. Er behauptete, das entsprechende Grundstück stehe ihm zu, da Aphobos nach der Scheidung die Mitgift zurückzahlen müsse. Demosthenes versucht dagegen zu zeigen, dass in Wirklichkeit gar keine Scheidung stattfand.

#### Der Streit um das Erbe des Bankiers Pasion (36 und 45)
Demosthenes schrieb, vermutlich 350 v. Chr., die Rede Für Phormion (36.), für einen ehemaligen Sklaven von Pasion, der gemäß einer testamentarischen Verfügung dessen Witwe geheiratet hatte und das Geschäft weiterführte. Gegner in diesem Prozess war Pasions Sohn Apollodoros.
Ein Jahr später beschuldigte Apollodoros Stephanos, im Prozess gegen Phormion falsch ausgesagt zu haben; diese Rede (Gegen Stephanos [45.]) schrieb wiederum Demosthenes. Der Grund für diesen ungewöhnlichen Wechsel zur Gegenpartei bestand vermutlich darin, dass Apollodoros als Mitglied des Rates das Risiko auf sich genommen hatte, die Verwendung der Schauspielgelder für Kriegszwecke zu beantragen.
Aufgrund dieser einen Rede wurden auch sechs weitere, von Apollodorus gehaltene und von ihm oder einem unbekannten Logographen geschriebene Reden in der Sammlung der Demosthenesreden überliefert.

#### Weitere Reden aus Privatprozessen
In Gegen Zenothemis (32.) geht es um Betrüger, die dieselbe Schiffsladung zweimal verkauften und um nicht entdeckt zu werden, ein Loch in die Schiffswand schlugen.
Bei der Überprüfung der Bürgerrolle  hatte Eubulides als Vorsteher des Dorfes Halimus die Streichung von Euxitheos durchgesetzt. Dieser klagt ihn deshalb in Gegen Eubulides (57.) an: Eubulides wollte sich an ihm rächen, weil er mit seiner Aussage bewirkte, dass er in einem anderen Prozess unterlag.

### Festreden (60 und 61)
Der antike Demosthenesherausgeber (vermutlich Kallimachos) wollte neben den beratenden Reden und Gerichtsreden die Sammlung mit ein paar Prunk- oder Festreden abrunden. Der Erotikos (61.) stammt sicher nicht von Demosthenes, während der Epitaphios (60.) vielleicht tatsächlich die 338 v. Chr. von Demosthenes für die bei Chaironeia Gefallenen gehaltene Rede ist.

## Fortleben
280 v. Chr., 42 Jahre nach seinem Tod, wurde in Athen eine Porträtstatue des Redners öffentlich aufgestellt, die in mehreren römischen Kopien überliefert ist. Wegen ihrer gesicherten Datierung gilt sie als Hauptwerk der Skulptur des frühen Hellenismus.
Cicero schätzte Demosthenes sehr hoch. Er plante eine Übersetzung der Kranzrede, dazu ist eine Einleitung erhalten. Seine Reden gegen Marcus Antonius nannte er nach dem Vorbild von Demosthenes’ Invektiven gegen Philipp von Makedonien Philippische Reden. Danach ist der Begriff der „Philippica“ zum Geflügelten Wort geworden.
Auch der Philosoph und Arzt Galenos zitierte Demosthenes. So habe Demosthenes ungebildete Reiche als „goldene Schafe“ bezeichnet.
1470 gab der Kardinal Bessarion die Erste Olynthische Rede heraus, um zum Kampf gegen die Türken aufzufordern. Niebuhr übersetzte die Erste Rede gegen Philipp, um den Kampf gegen Napoleon anzufeuern.
Gegen die Auffassung von Demosthenes als Kämpfer für die Freiheit erhoben sich spätestens nach dem Erscheinen von Droysens Alexanderbiographie (1833) Stimmen, die in seinem Kampf einen aussichtslosen Widerstand gegen die Einigung Griechenlands sahen.
Die US-amerikanische Präsidentschaftskandidatin des Jahres 1872 Victoria Woodhull berief sich auf ihre Visionen hinsichtlich des antiken griechischen Redners, um ihre politischen Überzeugungen zu unterstreichen.

## Ausgaben
- Mervin R. Dilts: Demosthenis Orationes. Vier Bände, Oxford 2002–2009 (maßgebliche Textausgabe).
- Demosthenes: Politische Reden. Übersetzt und herausgegeben von Wolfhart Unte. Reclam, Stuttgart 2010 (enthält die Reden 1–10 mit Ausnahme der von Hegesippos stammenden 7. Rede).
- Demosthenes: Rede für Ktesiphon über den Kranz. Erläutert und mit einer Einleitung versehen von Hermann Wankel. Winter, Heidelberg 1976, ISBN 3-533-02557-8 und ISBN 3-533-02558-6 (maßgeblicher und umfassender Kommentar).
- Demosthenes: Rede für Ktesiphon über den Kranz. Mit kritischen und erklärenden Anmerkungen herausgegeben und übersetzt von Walter Zürcher (= Texte zur Forschung. Band 40). Wissenschaftliche Buchgesellschaft, Darmstadt 1983, ISBN 3-534-08340-7.
- Demosthenes: Reden zur Finanzierung der Kriegsflotte. Gegen Euergos und Mnesibulos, Gegen Polykles, Über den trierarchischen Kranz. Herausgegeben, eingeleitet und übersetzt von Christos Karvounis. Wissenschaftliche Buchgesellschaft, Darmstadt 2007, ISBN 978-3-534-19347-9.
- Demosthenes: Ausgewählte Reden. Verdeutscht von Anton Westermann. Langenscheidtsche Verlagsbuchhandlung, Berlin 1855–1911.
- Demosthenes: Rede über die Krone. Übersetzt von Friedrich Jacobs. Herausgegeben von Max Oberbreyer. Leipzig 1877 (schönere Übersetzung der Kranzrede).
- Dieter Irmer: Demosthenes 54, 11–12: ein medizinisches „Gutachten“. In: Medizinhistorisches Journal. Band 2, 1967, S. 54–62.